# Ralph Drollinger
Ralph Kim Drollinger (La Mesa, 20 aprile 1954) è un ex cestista statunitense, professionista nella NBA.

## Carriera
Venne selezionato dai Boston Celtics al settimo giro del Draft NBA 1976 (121ª scelta assoluta), dai New York Nets all'ottavo giro del Draft NBA 1977 (152ª scelta assoluta) e dai Seattle SuperSonics al quinto giro del Draft NBA 1978 (105ª scelta assoluta).

## Palmarès
- 2 volte campione NCAA (1973, 1975)